# Napoletana. Antologia cronologica della canzone partenopea - Sesto volume (dal 1909 al 1915)
Napoletana dal 1909 al 1915 è un album 33 giri del cantante Roberto Murolo pubblicato nel 1964.

## Tracce

### Lato A
1. Mmiezz' 'o ggrano
2. Sora mia
3. 'a serenata 'e Pulicinella
4. Core 'ngrato
5. Canzone a Chiarastella
6. Maggio si' tu!
7. Funtana all'ombra

### Lato B
1. Io 'na chitarra e 'a Luna
2. 'e palumme
3. Tu nun me vuo' cchiu' bbene
4. Guapparia  - (testo di Libero Bovio; musica di Rodolfo Falvo)
5. Napule canta
6. 'O surdato 'nnammurato - (testo di Aniello Califano; musica di Enrico Cannio)